# ハンコック郡 (ミシシッピ州)
ハンコック郡（Hancock County）は、アメリカ合衆国ミシシッピ州の郡である。人口は4万6053人（2020年）。郡庁所在地はベイセントルイスである。この地域はNASAの最大なロケットエンジンテスト施設である、ジョン・C・ステニス宇宙センターの本拠地となっている。

## 歴史
2005年、この郡はハリケーン・カトリーナの目が最初に上陸した場所となった。

## 地理
アメリカ合衆国統計局によると、この郡は総面積1,431 km2 (553 mi2) である。このうち1,235 km2 (477 mi2) が陸地で196 km2 (76 mi2) が水地域である。総面積の13.69%が水地域となっている。

## 人口動勢
2000年国勢調査で、この郡は人口42,967人、16,897世帯、及び11,827家族が暮らしている。人口密度は35/km2 (90/mi2) である。17/km2 (44/mi2) の平均的な密度に21,072軒の住宅が建っている。この郡の人種的な構成は白人90.19%、アフリカン・アメリカン6.83%、先住民0.60%、アジア0.88%、太平洋諸島系0.04%、その他の人種0.33%、及び混血1.14%である。この人口の1.80%はヒスパニックまたはラテン系である。
この郡内の住民は25.10%が18歳未満の未成年、18歳以上24歳以下が7.30%、25歳以上44歳以下が28.00%、45歳以上64歳以下が25.60%、及び65歳以上が14.00%にわたっている。中央値年齢は38歳である。女性100人ごとに対して男性は98.30人である。18歳以上の女性100人ごとに対して男性は95.50人である。
この郡の世帯ごとの平均的な収入は35,202米ドルであり、家族ごとの平均的な収入は40,307米ドルである。男性は32,229米ドルに対して女性は22,066米ドルの平均的な収入がある。この郡の一人当たりの収入 (per capita income) は17,748米ドルである。人口の14.40%及び家族の11.20%は貧困線以下である。全人口のうち18歳未満の17.90%及び65歳以上の10.30%は貧困線以下の生活を送っている。

## 都市及び町
- ベイセントルイス (Bay St. Louis)
- ダイヤモンドヘッド (Diamondhead)
- Kiln
- Pearlington
- Shoreline Park
- ウェイブランド (Waveland)